# Eye II Eye Tour
Eye II Eye Tour es la décima cuarta gira mundial de conciertos de la banda alemana de hard rock y heavy metal Scorpions, para promocionar el álbum Eye II Eye de 1999. Comenzó el 27 de abril de 1999 en el recinto Rock City de Nottingham en Inglaterra y culminó el 6 de septiembre del mismo año en el Coral Sky Amphitheatre de West Palm Beach en los Estados Unidos. Gracias a este tour tocaron por primera vez en República Checa.

## Antecedentes
Antes del inicio de la gira dieron dos conciertos especiales; el 22 de marzo tocaron en el Hard Rock Café de Berlín, Alemania, que fue programada por Radio One para promocionar el disco, mientras que el 19 de abril fueron parte del show artístico de los Giraffe Awards 1999 celebrado en el Kongresszusi Központ de Budapest, Hungría. El tour comenzó el 27 de abril en Nottingham y que dio paso a la única visita a Europa, que en total sumó 34 conciertos en 14 países. De esta etapa destacó su primera fecha en República Checa y su participación en el evento benéfico Michael Jackson & Friends, celebrado el 27 de junio en Múnich y creado por el rey del pop para ayudar a los niños de Kosovo y África. Dicho evento se realizó en el Estadio Olímpico de Múnich y reunió a 83 000 personas.
El 29 de junio en Columbia (Maryland) iniciaron la segunda y última etapa de la gira en Norteamérica. Esta sección fue una serie de fechas junto a Mötley Crüe, que por razones obvias fueron los encargados de cerrar los conciertos. Tras 50 presentaciones, 49 en los Estados Unidos y una en Canadá, la gira culminó el 6 de septiembre en West Palm Beach en Florida.

## Lista de canciones
A lo largo de la gira tocaron un solo listado de canciones, que de acuerdo al país en que tocaban se incluían o excluían ciertos temas. Durante las fechas europeas el setlist poseía entre 18 y 20 canciones, de las cuales destacaron cinco tema del disco Eye II Eye. Cuando iniciaron su etapa por Norteamérica, el listado fue acortado hasta las 16 canciones en promedio y solo interpretaron las canciones «Mysterious» y «Mind Like a Tree» del álbum promocional. A continuación la lista de canciones tocadas en Múnich, Alemania.
1. «Loving You Sunday Morning»
2. «Is There Anybody There?»
3. «Mysterious»
4. «Mind Like a Tree»
5. «Coast to Coast»
6. «Du Bist So Schmutzig»
7. «Ten Light Years Away»
8. «Always Somewhere»
9. «Holiday»
10. «You and I»
11. «In Trance»
12. «The Zoo»
13. «Tease Me Please Me»
14. «To Be No. 1»
15. «Kottak Attack» (solo de batería)
16. «Big City Nights»
17. «Still Loving You»
18. «Wind of Change»
19. «Rock You Like a Hurricane»
20. «A Moment in a Million Years»

## Fechas
| Fecha           | País            | Ciudad             | Recinto/Festival                | Notas                          |
| Europa          | Europa          | Europa             | Europa                          | Europa                         |
| --------------- | --------------- | ------------------ | ------------------------------- | ------------------------------ |
| 27 de abril     | Inglaterra      | Nottingham         | Rock City                       |                                |
| 28 de abril     | Inglaterra      | Londres            | Astoria Theatre                 | teloneados por Deadline        |
| 30 de abril     | Alemania        | Deggendorf         | Eisstadion                      |                                |
| 1 de mayo       | Alemania        | Suhl               | Kongresszentrum                 |                                |
| 3 de mayo       | Alemania        | Fráncfort del Meno | Festhalle                       |                                |
| 4 de mayo       | Alemania        | Stuttgart          | Pabellón Hanns Martin Schleyer  |                                |
| 6 de mayo       | Alemania        | Núremberg          | Frankenhalle                    |                                |
| 7 de mayo       | República Checa | Praga              | Slavia Halle                    |                                |
| 8 de mayo       | Alemania        | Múnich             | Olympiahalle                    |                                |
| 10 de mayo      | Alemania        | Chemnitz           | Eissporthalle                   |                                |
| 11 de mayo      | Alemania        | Magdeburgo         | Bördenlandhalle                 |                                |
| 12 de mayo      | Alemania        | Hamburgo           | Alsterdorfer Sporthalle         | teloneados por Beth Hart y Cut |
| 14 de mayo      | Alemania        | Halle              | Gerry Weber Stadion             |                                |
| 15 de mayo      | Alemania        | Colonia            | Kölnarena                       |                                |
| 17 de mayo      | Alemania        | Berlín             | Arena                           |                                |
| 18 de mayo      | Alemania        | Oberhausen         | Arena                           |                                |
| 19 de mayo      | Países Bajos    | Tilburgo           | Poppodium 013                   |                                |
| 21 de mayo      | Bélgica         | Lovaina            | Brabanthal                      |                                |
| 22 de mayo      | Alemania        | Wiesmoor           | Open Air Freilichtbühne         |                                |
| 25 de mayo      | Italia          | Milán              | Alcatraz                        |                                |
| 26 de mayo      | Suiza           | Winterthur         | Eulachhalle                     |                                |
| 29 de mayo      | Alemania        | Memmingen          | Eissporthalle                   |                                |
| 31 de mayo      | Francia         | París              | Le Zénith                       |                                |
| 1 de junio      | Francia         | Lyon               | Halle Tony Garnier              |                                |
| 3 de junio      | Francia         | Toulouse           | Le Zénith                       |                                |
| 4 de junio      | España          | Bilbao             | Pabellón La Casilla             |                                |
| 6 de junio      | Francia         | Estrasburgo        | Hall Rhenus                     |                                |
| 7 de junio      | Luxemburgo      | Kockelscheuer      | Patinoire                       |                                |
| 9 de junio      | Alemania        | Kiel               | Ostseehalle                     |                                |
| 11 de junio     | Suecia          | Norje              | Sweden Rock Festival            |                                |
| 12 de junio     | Dinamarca       | Middelfart         | Rock Under Broen Festival       |                                |
| 23 de junio     | Rusia           | San Petersburgo    | Yubileyny Sports Palace         |                                |
| 25 de junio     | Finlandia       | Kauhajoki          | Nummirock Festival              |                                |
| 27 de junio     | Alemania        | Múnich             | Estadio Olímpico de Múnich      |                                |
| Norteamérica    |                 |                    |                                 |                                |
| 29 de junio     | Estados Unidos  | Columbia           | Merriweather Post Pavilion      | junto a Mötley Crüe            |
| 30 de junio     | Estados Unidos  | Wantagh            | Jones Beach Theater             | junto a Mötley Crüe            |
| 2 de julio      | Estados Unidos  | Holmdel            | PNC Bank Arts Center            | junto a Mötley Crüe            |
| 3 de julio      | Estados Unidos  | Hartford           | Meadows Music Theatre           | junto a Mötley Crüe            |
| 6 de julio      | Estados Unidos  | Mansfield          | Meadows Music Theatre           | junto a Mötley Crüe            |
| 7 de julio      | Estados Unidos  | Camden             | Blockbuster-Sony Music E Centre | junto a Mötley Crüe            |
| 9 de julio      | Estados Unidos  | Burgettstown       | Star Lake Amphitheater          | junto a Mötley Crüe            |
| 10 de julio     | Estados Unidos  | Noblesville        | Deer Creek Music Center         | junto a Mötley Crüe            |
| 11 de julio     | Estados Unidos  | Columbus           | Polaris Amphitheater            | junto a Mötley Crüe            |
| 13 de julio     | Estados Unidos  | Clarkston          | Pine Knob Music Theatre         | junto a Mötley Crüe            |
| 14 de julio     | Estados Unidos  | Cincinnati         | Riverbend Music Center          | junto a Mötley Crüe            |
| 16 de julio     | Estados Unidos  | Cadott             | Rock Fest                       | junto a Mötley Crüe            |
| 17 de julio     | Estados Unidos  | Tinley Park        | New World Music Theatre         | junto a Mötley Crüe            |
| 18 de julio     | Estados Unidos  | East Troy          | Alpine Valley Music Theatre     | junto a Mötley Crüe            |
| 20 de julio     | Estados Unidos  | Colorado Springs   | World Arena                     | junto a Mötley Crüe            |
| 21 de julio     | Estados Unidos  | Morrison           | Red Rocks Amphitheatre          | junto a Mötley Crüe            |
| 23 de julio     | Estados Unidos  | Rapid City         | Rushmore Plaza Civic Center     | junto a Mötley Crüe            |
| 24 de julio     | Estados Unidos  | Casper             | Casper Events Center            | junto a Mötley Crüe            |
| 25 de julio     | Estados Unidos  | Billings           | MetraPark Arena                 | junto a Mötley Crüe            |
| 27 de julio     | Estados Unidos  | Pocatello          | Holt Arena                      | junto a Mötley Crüe            |
| 28 de julio     | Estados Unidos  | Boise              | BSU Pavilion                    | junto a Mötley Crüe            |
| 30 de julio     | Estados Unidos  | Portland           | Rose Garden Arena               | junto a Mötley Crüe            |
| 31 de julio     | Estados Unidos  | George             | The Gorge Amphitheatre          | junto a Mötley Crüe            |
| 1 de agosto     | Canadá          | Vancouver          | General Motor Place             | junto a Mötley Crüe            |
| 3 de agosto     | Estados Unidos  | Reno               | Reno Pavilion                   | junto a Mötley Crüe            |
| 4 de agosto     | Estados Unidos  | Concord            | Concord Pavilion                | junto a Mötley Crüe            |
| 6 de agosto     | Estados Unidos  | Chula Vista        | Coors Amphitheatre              | junto a Mötley Crüe            |
| 7 de agosto     | Estados Unidos  | Bakersfield        | Centennial Garden               | junto a Mötley Crüe            |
| 8 de agosto     | Estados Unidos  | Fresno             | Selland Arena                   | junto a Mötley Crüe            |
| 10 de agosto    | Estados Unidos  | West Valley City   | E-Center                        | junto a Mötley Crüe            |
| 11 de agosto    | Estados Unidos  | Las Vegas          | Mandalay Bay Events Center      | junto a Mötley Crüe            |
| 13 de agosto    | Estados Unidos  | Universal City     | Universal Amphitheatre          | junto a Mötley Crüe            |
| 14 de agosto    | Estados Unidos  | Devore             | Blockbuster Pavilion            | junto a Mötley Crüe            |
| 15 de agosto    | Estados Unidos  | Phoenix            | Desert Sky Pavilion             | junto a Mötley Crüe            |
| 17 de agosto    | Estados Unidos  | Albuquerque        | Tingley Coliseum                | junto a Mötley Crüe            |
| 18 de agosto    | Estados Unidos  | El Paso            | Don Haskins Center              | junto a Mötley Crüe            |
| 20 de agosto    | Estados Unidos  | Dallas             | Coca-Cola Starplex              | junto a Mötley Crüe            |
| 21 de agosto    | Estados Unidos  | San Antonio        | Freeman Coliseum                | junto a Mötley Crüe            |
| 22 de agosto    | Estados Unidos  | Oklahoma City      | All Sports Stadium              | junto a Mötley Crüe            |
| 24 de agosto    | Estados Unidos  | Nashville          | First American Music Center     | junto a Mötley Crüe            |
| 25 de agosto    | Estados Unidos  | Atlanta            | Lakewood Amphitheatre           | junto a Mötley Crüe            |
| 27 de agosto    | Estados Unidos  | Biloxi             | Mississippi Coast Coliseum      | junto a Mötley Crüe            |
| 28 de agosto    | Estados Unidos  | Little Rock        | Riverfest                       | junto a Mötley Crüe            |
| 29 de agosto    | Estados Unidos  | Houston            | The Woodlands Pavilion          | junto a Mötley Crüe            |
| 31 de agosto    | Estados Unidos  | Kansas City        | Sandstone Amphitheater          | junto a Mötley Crüe            |
| 1 de septiembre | Estados Unidos  | San Luis           | Riverport Amphitheatre          | junto a Mötley Crüe            |
| 3 de septiembre | Estados Unidos  | Raleigh            | Alltel Pavilion at Walnut Creek | junto a Mötley Crüe            |
| 4 de septiembre | Estados Unidos  | Charlotte          | Blockbuster Pavilion            | junto a Mötley Crüe            |
| 5 de septiembre | Estados Unidos  | Tampa              | Ice Palace                      | junto a Mötley Crüe            |
| 6 de septiembre | Estados Unidos  | West Palm Beach    | Coral Sky Amphitheatre          | junto a Mötley Crüe            |

## Músicos
- Klaus Meine: voz
- Rudolf Schenker: guitarra líder
- Matthias Jabs: guitarra líder y talk box
- Ralph Rieckermann: bajo
- James Kottak: batería